# Friedrich von Falz-Fein

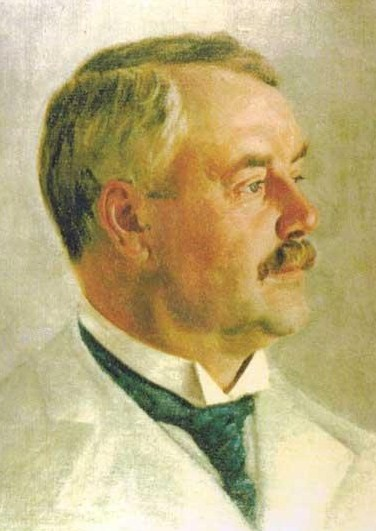
Portret van Friedrich von Falz-Fein.

Friedrich Jakob Eduardowitsch Falz, sinds 1864 Falz-Fein en sinds 1915 Baron von Falz-Fein (Russisch: Фри́дрих Эдуа́рдович Фальц-Фейн, Oekraïens: Фальц-Фейн Фрідріх Едуардович) (Askania-Nova, Oekraïne, destijds keizerrijk Rusland, 16 april 1863 - Bad Kissingen, 2 augustus 1920) was een Russisch-Duitse grootgrondbezitter en oprichter van Natuurreservaat Askania-Nova (Russisch: Аскания-Нова, Oekraïne).

## Leven
Hij was een zoon van Eduard Falz (1839–1883) en Sophie Knauff (1835–1919). Sinds het jaar 1864 droeg de familie de samengestelde naam Falz-Fein (Fein was de geboortenaam van grootmoeder Elisabeth Anna Fein). In het jaar 1872 volgde een verhoging binnen de erfelijke stand tot "erfelijk eerbare burgers" en in 1915, als gevolg van een bezoek van de tsaar in het voorjaar van 1914, volgde het verheven tot de Russische erfelijke baronie.
Hij bezochte allereerst het gymnasium in Cherson. Na zijn studie naar natuurwetenschappen aan de Duitstalige Universiteit Dorpat (Estland) en het overlijden van zijn stiefvader Gustav von Falz-Fein (1844–1890), nam Falz-Fein in het jaar 1890 het bedrijf van het geërfde familiegoed Askania-Nova over.

## Askania-Nova
Met toestemming van tsaar Nicolaas I van Rusland had zijn overgrootvader Friedrich Fein (1794–1864) met een koopovereenkomst van 16 augustus 1856 van Dessauer hertog Leopold IV, de 520 km² grote Anhaltse kolonie Askania-Nova bij Cherson gekocht, 100 kilometer ten noorden van de Krim, tezamen met 49.000 schapen, 640 paarden und 549 runderen. Hij beheerde het als schapen- en paardenbedrijf en was paardenleverancier voor het Russische leger. De naam van het gebied is afgeleid van de Ascaniërs in Duitsland. De koopovereenkomst, die vandaag de dag in het Landeshauptarchiv Dessau ligt, draagt de handtekening van de Dessauer regierungspräsident Ludwig von Basedow (1774–1835).
Friedrich Falz-Fein erfde slechts de helft (250 km²) van het verkleinde familiegoed Askania-Nova, maar zijn stiefvader Gustav von Falz-Fein heeft hem daarentegen zijn landgoed Elisabethfeld nagelaten. Friedrich zelf kocht nog een landgoed in Naliboki aan, zodat zijn landbezit uiteindelijk ongeveer 650 km² omvatte.
Falz-Fein nam geen genoegen meer met het fokken van schapen en paarden, maar ontwikkelde in plaats daarvan geleidelijk een natuurreservaat met een botanische tuin en dierenpark, dat uiteindelijk de grootste ter wereld werd en in 1921 staatseigendom werd van de Oekraïense SSR. Vandaag de dag is het gebied door UNESCO tot biosfeerreservaat benoemd en herbergt het nog vele exotische dieren, waaronder beisa's (Oryx beisa), grote koedoe's (Tragelaphus strepsiceros), Amerikaanse bizons (Bison bison), steppezebra's (Equus quagga), struisvogels (Struthio camelus) en przewalskipaarden (Equus ferus przewalskii). Vanaf 1896 had Falz-Fein voor Askania-Nova een kudde wilde elandantilopen (Taurotragus oryx) gekocht, waarvan hun nageslacht vandaag de dag door herders verzorgd worden.
Falz-Fein bezat tot aan de Eerste Wereldoorlog een half miljoen schapen en 58 verschillende soorten zoogdieren. Ook werden 402 vogelsoorten uit de hele wereld hier gehouden, gefokt en gekruist. In het jaar 1914 bezocht tsaar Nikolaas I het reservaat en de familie Falz-Fein.

## Na de Oktoberrevolutie
Na de Russische Revolutie werd het privaateigendom van Falz-Fein door de bolsjewieken geconfisqueerd, wat Askania-Nova grotendeels ruïneerde. De familie trok naar hun woning in Sint-Petersburg, hun laatste heenkomen in Rusland. Om te voorkomen dat ze gefusilleerd zouden worden door soldaten van het Rode Leger, wendde Falz-Fein ze voor door te zeggen dat zijn kinderen een ongeneeslijke, besmettelijke ziekte over kunnen brengen als ze de familie willen gevangennemen. De soldaten zagen er daarom vanaf. Op 1 april 1919 vluchtte de familie ten slotte met een Bulgaarse stoomschip naar Constantinopel en van daaruit naar Berlijn. Zijn moeder bleef alleen achter en werd kort daarop door de bolsjewieken doodgeschoten.
Op 2 augustus 1920 stierf Falz-Fein gedurende zijn verblijf in een sanatorium in Bad Kissingen uit rouw om zijn "verloren paradijs" — Askania-Nova. Hij was op aanraden van zijn arts in juli 1920 ter herstel van Berlijn naar Bad Kissingen gegaan. Zijn hart had het tijdens een rit met een koets naar het sanatorium begeven. Zijn lichaam werd voor de uitvaart terug naar Berlijn overgebracht. De grafsteen op zijn eregraf op het Alter Zwölf-Apostel-kerkhof in Berlin-Schöneberg (Kolonnenstraße 24-25) draagt het onderschrift: „Hier rust in vrede de grote schepper van Askania-Nova“.
Falz-Fein bleef ongehuwd, maar had twee buitenechtelijke zonen. Zijn neef Eduard Aleksandrowitsch von Falz-Fein (* 1912), zoon van zijn broer Alexander (1864–1919), is anno 2012 nog woonachtig in zijn villa "Askania Nova" in Liechtenstein. Hij gaf het gehele familiearchief enkele jaren geleden aan het etnografische museum in Sint-Petersburg.